# Kumpusaari (ö i Norra Österbotten, Koillismaa, lat 65,90, long 29,90)
Kumpusaari är en ö i Finland. Den ligger i sjön Piiksiselkä och i kommunen Kuusamo i den ekonomiska regionen  Koillismaa ekonomiska region  och landskapet Norra Österbotten, i den nordöstra delen av landet, 700 km norr om huvudstaden Helsingfors. Öns area är 1,2 hektar och dess största längd är 250 meter i öst-västlig riktning.